# Зеленовское сельское поселение (Кемеровская область)
Зеленовское сельское поселение — упразднённое муниципальное образование в Крапивинском районе Кемеровской области России. Административный центр — посёлок Зеленовский.

## История
Зеленовское сельское поселение образовано 17 декабря 2004 года в соответствии с Законом Кемеровской области № 104-ОЗ. 

## Население
| 2010  | 2011  | 2012  | 2013  | 2014  | 2015  | 2016  |
| ----- | ----- | ----- | ----- | ----- | ----- | ----- |
| 1148  | ↗1151 | ↗1158 | ↘1146 | ↗1147 | ↘1134 | ↘1120 |
| 2017  | 2018  | 2019  |       |       |       |       |
| ↗1128 | ↘1117 | ↘1089 |       |       |       |       |

## Состав
| № | Населённый пункт | Тип населённого пункта          | Население |
| - | ---------------- | ------------------------------- | --------- |
| 1 | Зеленовский      | посёлок, административный центр | 797       |
| 2 | Плотниковский    | посёлок                         | 351       |